# Chiesa di San Nilo
La chiesa di San Nilo è un edificio di culto cattolico situato nel comune di Corigliano-Rossano in provincia di Cosenza, nel centro storico dell'area urbana di Rossano.

## Storia
San Nilo, il riformatore del monachesimo greco e fondatore dell'abbazia di Santa Maria di Grottaferrata, venne nominato patrono della città di Rossano dall'arcivescovo Gerolamo Pignatelli nel 1615-18.
Qualche anno dopo l'interesse per il santo, da parte della comunità, crebbe sempre di più tanto da avviare nel 1620 l'inizio della costruzione della chiesa a lui dedicata. La prima pietra venne gettata con la benedizione dell'arcivescovo Ercole Vaccaro mentre era sindaco Mario Malena.
Per mancanza di fondi i lavori furono sospesi. I cittadini chiesero aiuto finanziario alla principessa di Rossano Olimpia Aldobrandini (1567-1637).  La principessa decise di portare a compimento l'intera opera a sue spese, commissionando il suo agente Carlo Blasco perché portasse a termine i lavori iniziati. La quantità di denaro, calcolata in 687 ducati, venne considerata inadeguata dalla principessa per la costruzione di una chiesa decorosa, rimproverando il Blasco «che pel solo altare ne avrebbe dovuto spendere il doppio, e con sì poco una stalla poteasi costruire anziché una chiesa». Olimpia Aldobrandini donò alla chiesa come dote patrimoniale il fondo Santa Caterina sopra Crati di Terranova da Sibari di proprietà di famiglia, l'altare in marmo a corona e la tela della scuola romana con la figura di San Nilo in preghiera. Grazie a queste donazioni la chiesa venne ultimata e dedicata inizialmente ai Santi Nilo e Bartolomeo. Questa denominazione però durò poco in quanto a partire dal 1633 venne ricordata solo come chiesa di San Nilo.
La chiesa in origine comprendeva solo la navata centrale con il tetto a tavole, la sacrestia era dietro l'altare e vi si accedeva da una porta laterale.
I primi lavori di restauro iniziarono alla fine del Seicento, furono incrementati soprattutto in seguito al terremoto del 1836. Nel terremoto non solo crollò il campanile della chiesa, ma tutto l'edificio subì gravi danni. Nel 1840 per prima cosa venne restaurato il campanile e furono gettate le fondamenta della navata di sinistra in cui vennero posizionate le cappelle di Sant'Anna e dell'Immacolata. Questi lavori considerati inadeguati vennero ripristinati nel 1852, durante i quali si ottenne, dall'Intendente di Cosenza l'autorizzazione per piani di restauro generali. Venne rifatto il pavimento e venne chiusa la botola delle sepolture al centro della chiesa.
Nel 1854 la chiesa venne ingrandita e migliorata, venne rifatto il tetto, aggiunta la navata di destra con le cappelle di San Gaetano e della Madonna del Buon Consiglio e l'altare fu spostato verso il fondo per allungare la navata centrale. Questi lavori diedero alla chiesa lo stato attuale.
Nel secondo dopoguerra si presentò la necessità di eseguire altri lavori.
Nel 1964, in seguito alla riforma liturgica del Concilio Vaticano II, l'altare venne staccato dal muro e rivolto al popolo. Gli ultimi lavori di restauro della facciata vennero effettuati nel 1974 a spese del Comune da don Vincenzo Longo.

## Descrizione
La chiesa è composta da tre navate, una centrale e due laterali.
Domina l'interno della chiesa l'altare in marmo e la tela sei-settecentesca raffigurante San Nilo in preghiera.
Le cappelle di Sant'Anna e dell'Immacolata, situate nella navata di sinistra sono state sostituite dalla fonte battesimale e dalla cappella di san Giovanni Bosco.
All'interno della navata di destra, le cappelle di San Gaetano e della Madonna del Buon Consiglio sono state sostituite da una tela finto mosaico raffigurante san Bartolomeo di Rossano, realizzato nel 1938 dal monaco Nilo Somma dell'abbazia di Grottaferrata e dall'altare di Santa Rita.

### Altare principale
La pala dell'altare principale è un dipinto del XVII secolo raffigurante il rifiuto di san Nilo di diventare vescovo di Rossano, in quanto aveva scelto di vivere secondo carità e povertà e non voleva rinunciare ai suoi principi. In basso sono raffigurati la mitra e il pastorale, simboli del potere vescovile.

### Fonte battesimale
Il fonte battesimale è un'opera contemporanea, realizzato in Calabria nella seconda metà XX secolo. Ha la forma di fusto ed è in marmo bianco; la parte centrale della colonna è di marmo beige.